# Люйиндюла, Пеги
Пеги́ Маканда́ Люйиндюла́ (фр. Péguy Makanda Luyindula; род. 25 мая 1979, Киншаса, Заир) — французский футболист заирского происхождения, игравший на позиции нападающего.

## Карьера
Пеги Люйиндюла начал карьеру в клубе «Ньор» в 1997 году. Через год он перешёл в клуб «Страсбур», где стал игроком основного состава и был вызван в молодёжную сборную Франции, в которой играл рядом с Джибрилем Сиссе, Сиднеем Гову и Оливье Капо. В 2002 году Люйиндюла перешёл в клуб «Олимпик Лион», искавщий замену Стиву Марле. С «Лионом» Люйиндюла стал трёхкратным чемпионом Франции и обладателем Суперкубка Франции.
В 2004 году он перешёл в «Олимпик Марсель», заплативший за трансфер форварда 11 млн евро. Люйиндюла рассматривался руководством марсельского клуба, как замена Дидье Дрогба. Несмотря на то, что болельщики давили на Люйиндюлу, часто сравнивая его с Дрогба, он смог забить за клуб только 10 голов, хотя и стал с этим результатом лучшим бомбардиром команды. Летом 2005 года он перешёл на правах аренды в клуб «Осер», куда его пригласил Жак Сантини, бывший наставник по сборной Франции и «Лиону». После сезона в «Осере», новый главный тренер команды, Луис Фернандес, принял решение не выкупать трансфер нападающего.
31 августа 2006 года, в последний день трансферного окна, Люйиндюла был арендован на год испанским «Леванте». В «Леванте» Люйиндюла не смог стать игроком основы и расторг свой контракт. В январе 2007 года Люйиндюла стал игроком «Пари Сен-Жермена», выкупившего аренду у «Леванте». 10 февраля он дебютировал в составе «Сен-Жермен», а 7 апреля забил свой первый гол за клуб. По окончании сезона, «Пари Сен-Жермен» выкупил трансфер футболиста. В следующем сезоне Люйиндюла стал забивать чаще, а также был вновь вызван в сборную на матч против Литвы. 1 сентября 2009 года Люйиндюла подписал новый 2-летний контракт с «Пари Сен-Жерменом».
В мае 2012 года Люйиндюла продлил контракт с ПСЖ ещё на один год.
В марте 2013 года в качестве свободного агента подписал контракт с американским «Нью-Йорк Ред Буллз».

### Матчи и голы за сборную
| Матчи и голы Пеги Люйиндюла за сборную Франции | Матчи и голы Пеги Люйиндюла за сборную Франции | Матчи и голы Пеги Люйиндюла за сборную Франции | Матчи и голы Пеги Люйиндюла за сборную Франции | Матчи и голы Пеги Люйиндюла за сборную Франции | Матчи и голы Пеги Люйиндюла за сборную Франции | Матчи и голы Пеги Люйиндюла за сборную Франции |
| ---------------------------------------------- | ---------------------------------------------- | ---------------------------------------------- | ---------------------------------------------- | ---------------------------------------------- | ---------------------------------------------- | ---------------------------------------------- |
| №                                              | Дата                                           | Оппонент                                       | Счёт                                           | Голы Люйиндюла                                 | Соревнование                                   |                                                |
| 1                                              | 18 февраля 2004                                | Бельгия                                        | 2:0                                            | —                                              | Товарищеский матч                              |                                                |
| 2                                              | 31 марта 2004                                  | Нидерланды                                     | 0:0                                            | —                                              | Товарищеский матч                              |                                                |
| 3                                              | 18 августа 2004                                | Босния и Герцеговина                           | 1:1                                            | 1                                              | Товарищеский матч                              |                                                |
| 4                                              | 13 октября 2004                                | Кипр                                           | 2:0                                            | —                                              | Отборочные матчи ЧМ-2006                       |                                                |
| 5                                              | 28 марта 2009                                  | Литва                                          | 1:0                                            | —                                              | Отборочные матчи ЧМ-2010                       |                                                |
| 6                                              | 1 апреля 2009                                  | Литва                                          | 1:0                                            | —                                              | Отборочные матчи ЧМ-2010                       |                                                |

Итого: 6 матчей / 1 гол; 4 победы, 2 ничьи, 0 поражений.

## Достижения
- Обладатель Кубка Франции: 2001, 2010
- Обладатель Суперкубка Франции: 2002
- Чемпион Франции: 2002, 2003, 2004
- Обладатель Кубка лиги Франции: 2008